# Sigefredo Pacheco (Piauí)
Sigefredo Pacheco é um município brasileiro do estado do Piauí. Localiza-se a uma latitude 04º54'50" sul e a uma longitude 41º44'00" oeste, estando a uma altitude de 230 metros. Sua população estimada em 2021 foi de     10.74 habitantes.
Antes da criação do município, o povoado denominava-se "Conceição". O novo nome foi dado em homenagem ao político Sigefredo Pacheco.

## Pinturas rupestres de Sapucaia
No pequeno povoado de Sapucaia, em Sigefredo Pacheco, há pedras com pinturas rupestres, que se acredita terem milhares de anos.

## Galeria de imagens

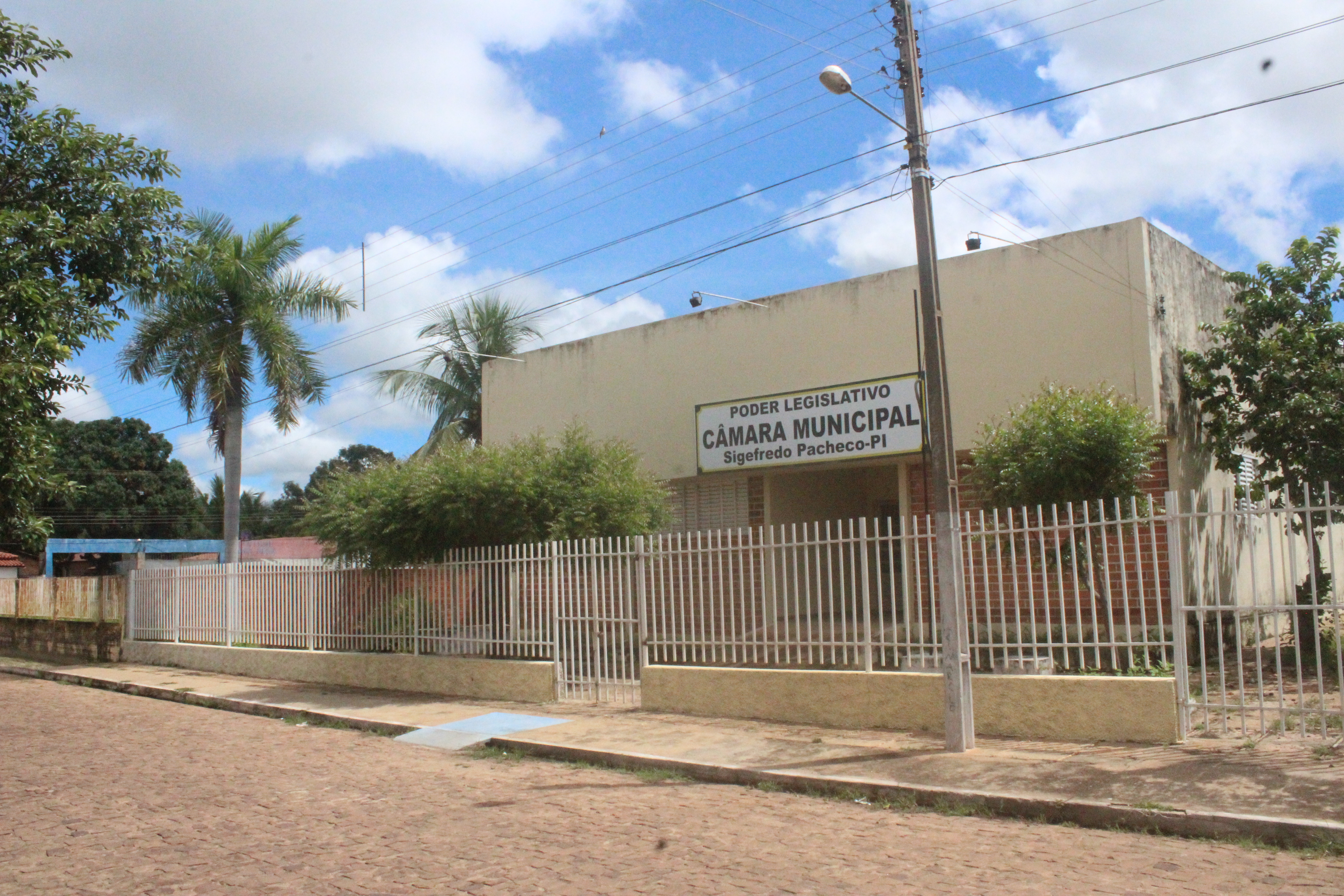
Câmara Municipal.
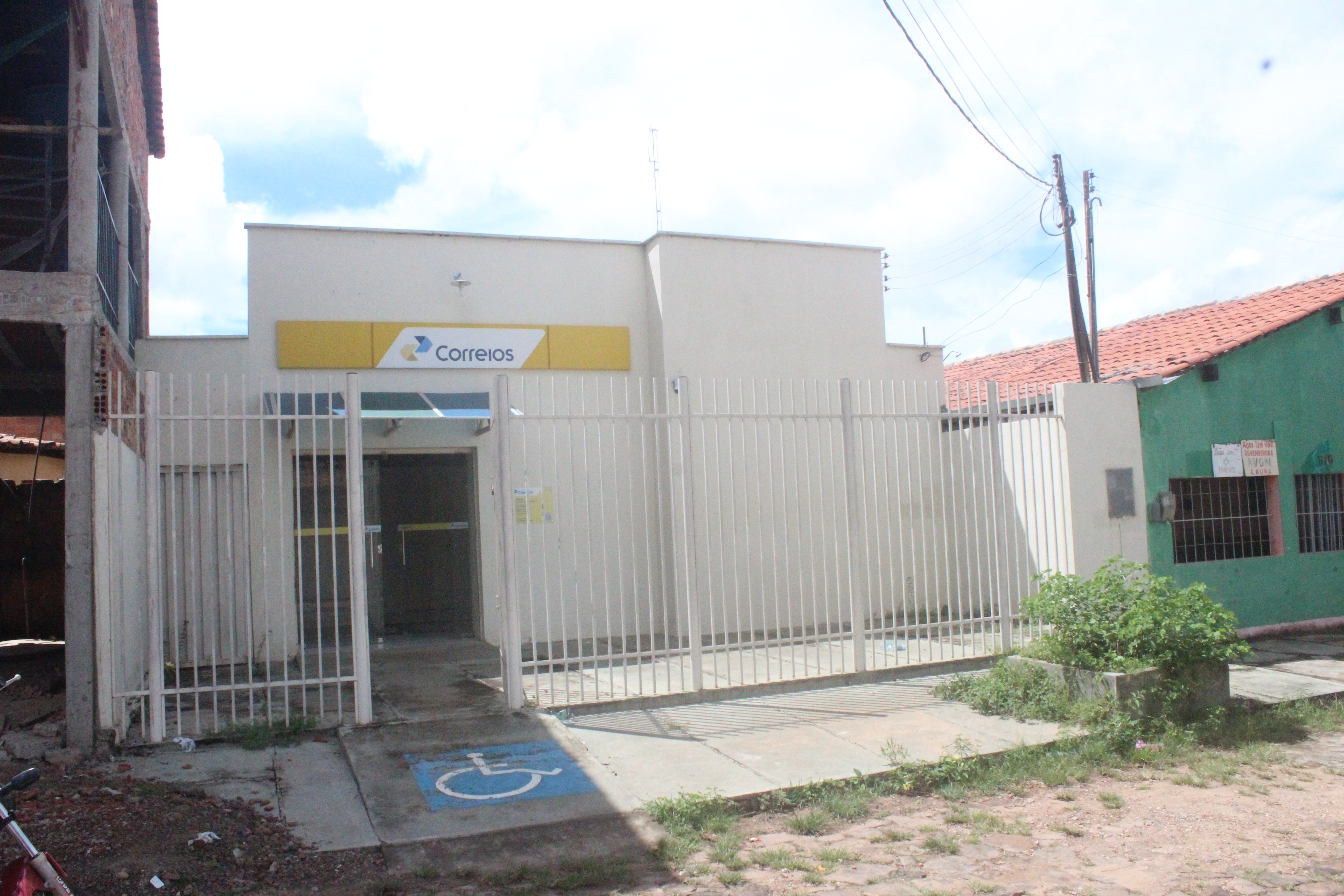
Agência dos Correios
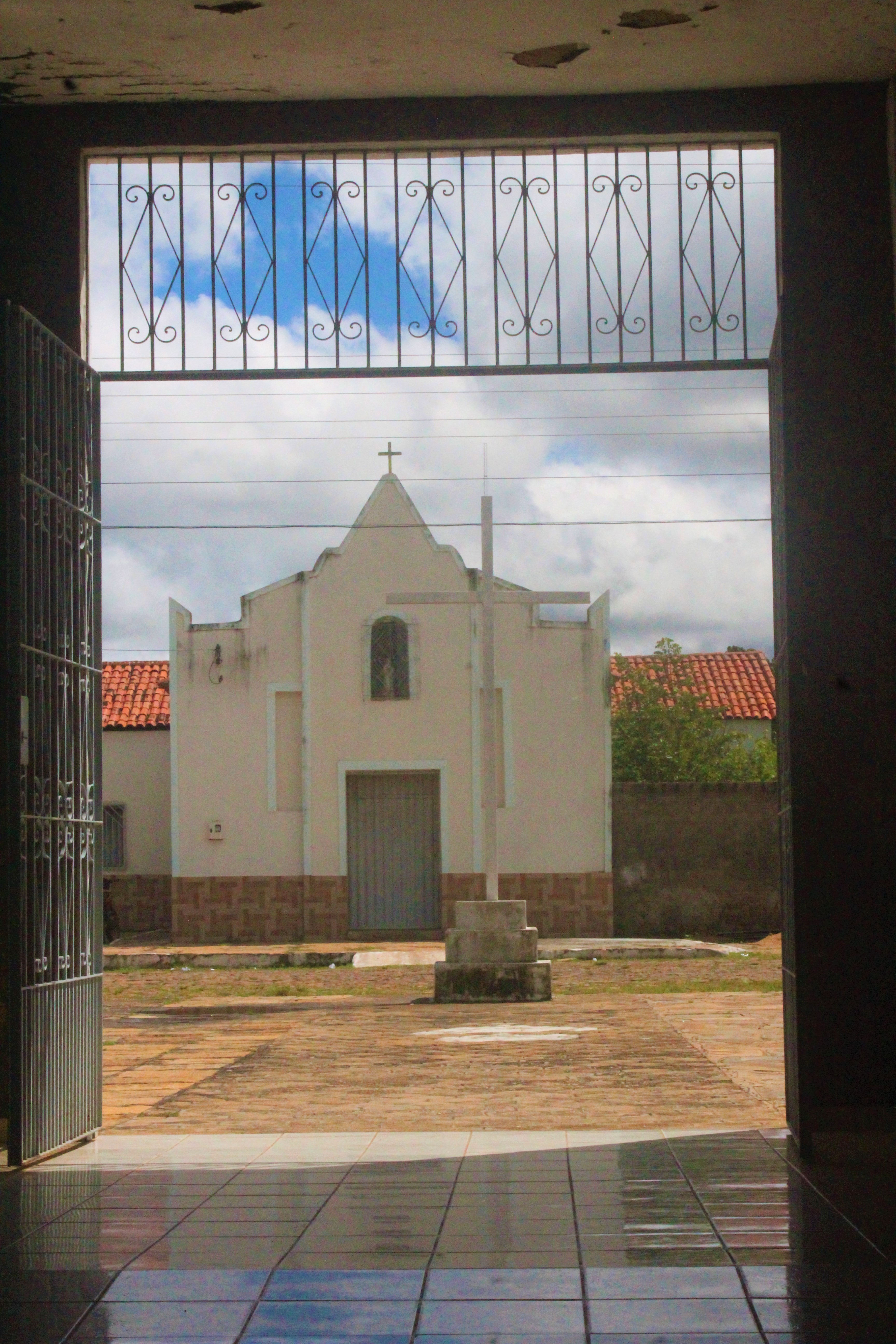
Histórica capelinha da cidade.
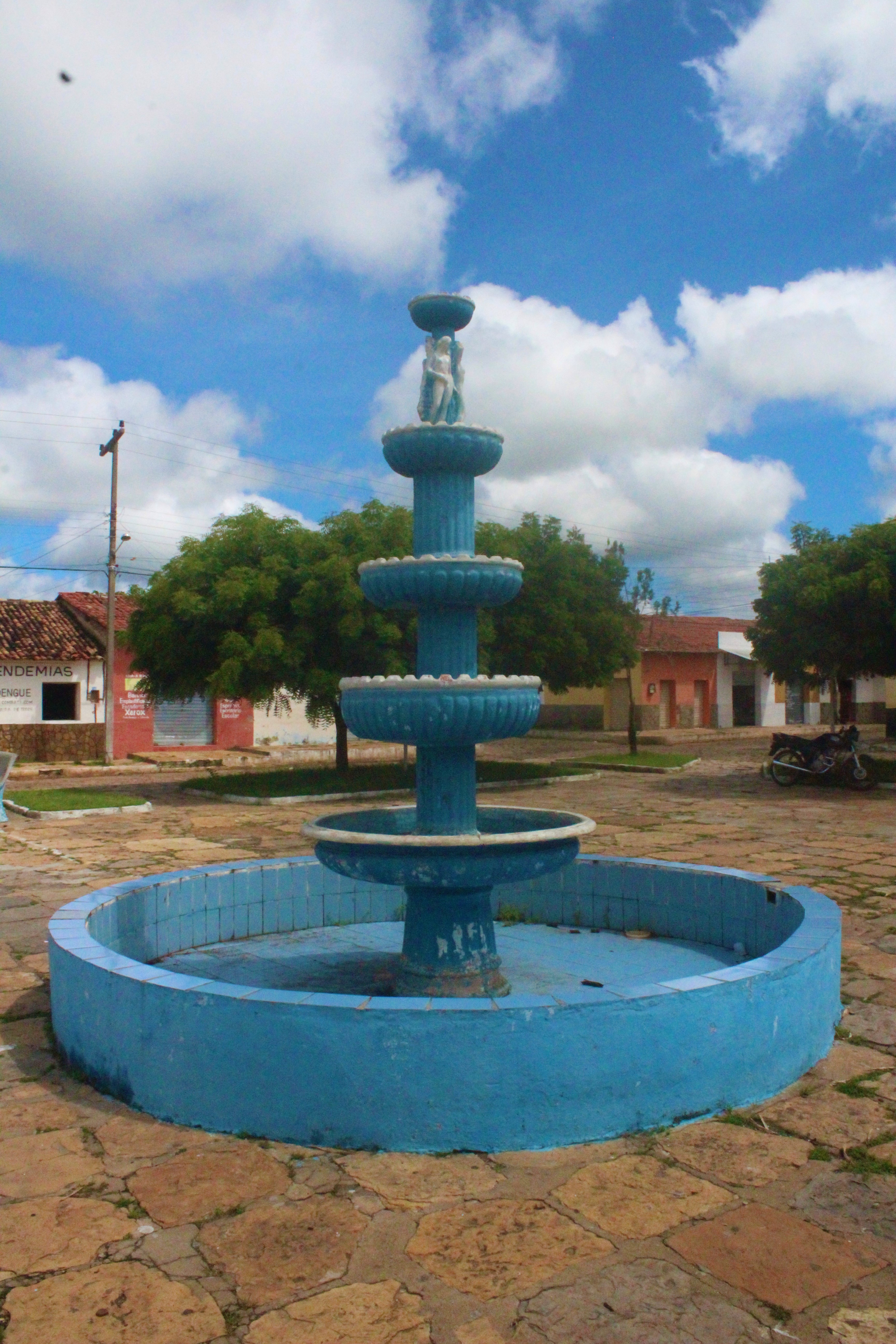
Fonte da praça.
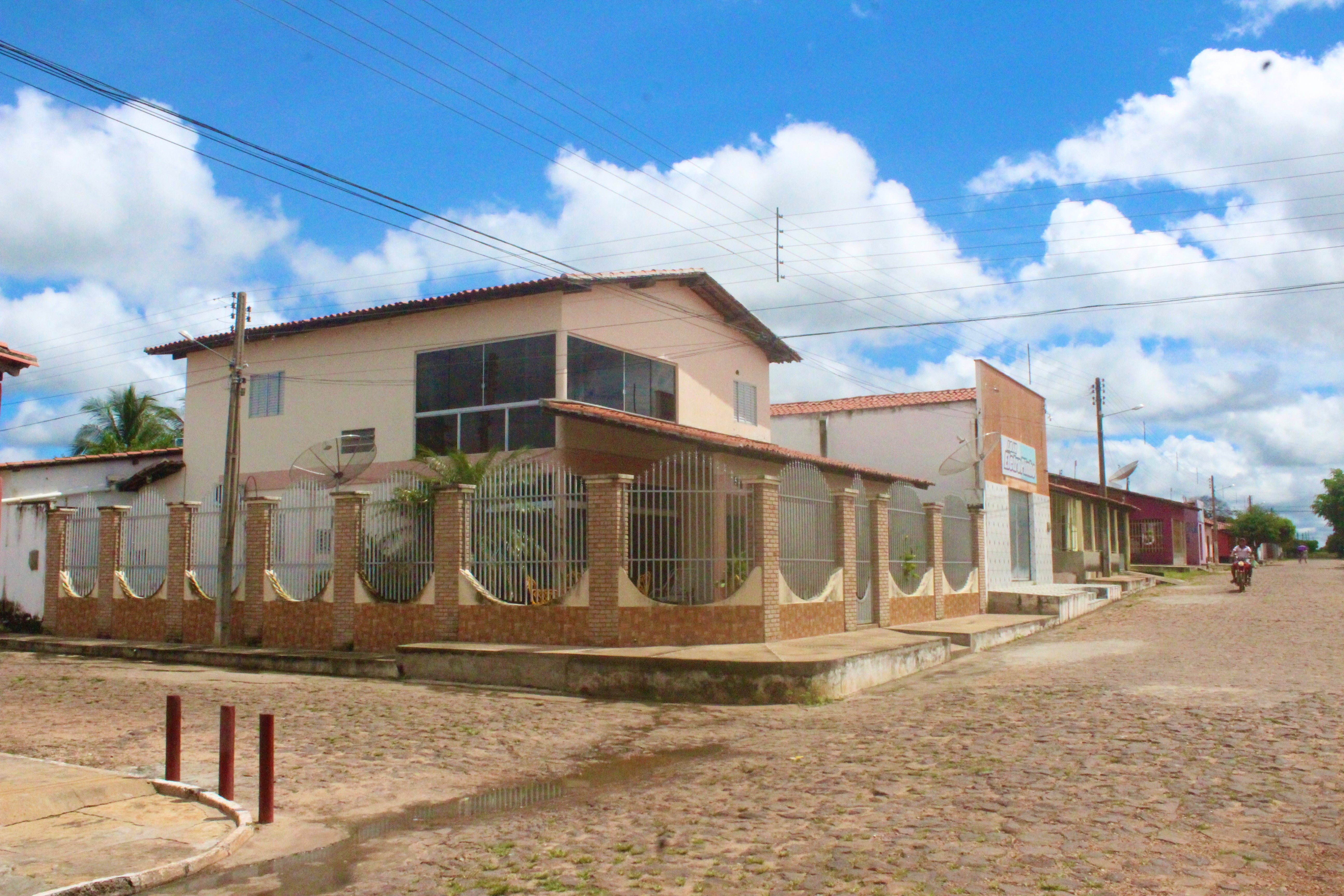
Aspectos urbanos.